# 165
| 165                |
| ------------------ |
| Dødsfald - Fødsler |
|                    |

| Gregoriansk kalender | 165 CLXV                |
| Ab urbe condita      | 918                     |
| Armensk kalender     | I/T                     |
| Kinesiske kalender   | 2861 – 2862 甲辰 – 乙巳 |
| Etiopisk kalender    | 157 – 158               |
| Jødisk kalender      | 3925 – 3926             |
| Hindukalendere       |                         |
| - Vikram Samvat      | 220 – 221               |
| - Shaka Samvat       | 87 – 88                 |
| - Kali Yuga          | 3266 – 3267             |
| Iransk kalender      | 457 BP – 456 BP         |
| Islamisk kalender    | 471 BH – 470 BH         |

Se også 165 (tal)

## Dødsfald
- Peregrinus Proteus, græsk filosof

## Sport
- Wikimedia Commons har flere filer relateret til 165

| År | Spire Denne artikel om et år, årti, århundrede eller årtusinde er en spire som bør udbygges. Du er velkommen til at hjælpe Wikipedia ved at udvide den. |